# Monodontium sarawak
Monodontium sarawak is een spinnensoort uit de familie Barychelidae. De soort komt voor in Borneo.